# Mesocapnia bakeri
Mesocapnia bakeri är en bäcksländeart som först beskrevs av Banks 1918.  Mesocapnia bakeri ingår i släktet Mesocapnia och familjen småbäcksländor. Inga underarter finns listade i Catalogue of Life.